# Juan de Valdés Leal

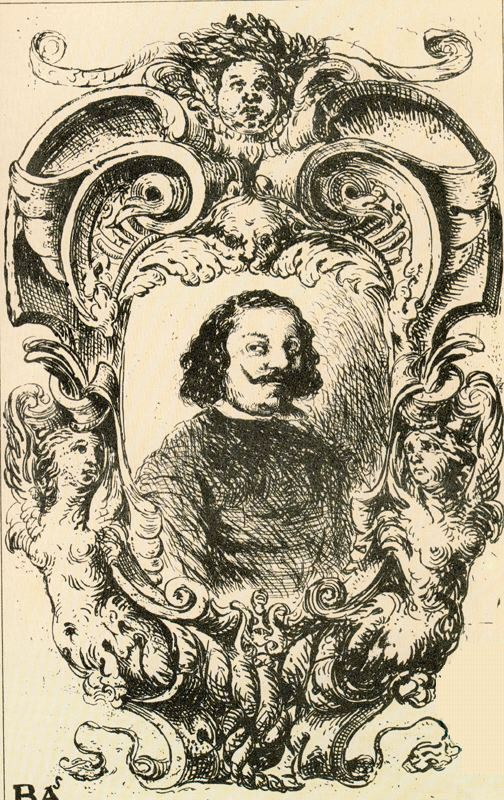
Autorretrato. Aguafuerte. Madrid, Biblioteca Nacional de España. Antonio Palomino, que lo conoció en 1672, lo describe «de mediana estatura, grueso, pero bien hecho, redondo de semblante, ojos vivos, y color trigueño claro».

Juan de Valdés Leal (Sevilla, 1622-1690) fue un pintor barroco español activo en Córdoba y Sevilla. Trabajó principalmente al óleo sobre lienzo, pero practicó también la pintura mural al temple, el policromado y el grabado al aguafuerte.
Artista fecundo y de poderosa inventiva, pero desigual en el acabado de sus obras, es conocido fundamentalmente por los dos «jeroglíficos de las postrimerías» pintados hacia 1672 para la iglesia del Hospital de la Caridad de Sevilla, donde aún se conservan. Relacionadas con el muy barroco tema de la vanitas, extendido por la mayor parte de Europa, las alegorías Finis gloriae mundi (El fin de las glorias mundanas) e In ictu oculi (En un abrir y cerrar de ojos) ilustran el pensamiento de Miguel Mañara, renovador de la Hermandad de la Santa Caridad, según lo dejó escrito en su Libro de la Verdad, además de completar el programa iconográfico de la capilla, integrado por el Santo Entierro del retablo mayor y la serie de las «obras de misericordia» pintadas por Murillo, con las que forman un conjunto coherente. No obstante, lo macabro de su asunto —y la fuerte personalidad del pintor— resultaron perjudiciales para su fama póstuma y facilitaron que se le acabase atribuyendo cualquier pintura en la que apareciese un cadáver en descomposición o la cabeza cortada de un santo, incluso si se trataba de pinturas de calidad ínfima. Convertido en «pintor de los muertos», como lo llamó Enrique Romero de Torres, parecían convenirle todos los asuntos lúgubres y repulsivos, al tiempo que con tintes románticos se agrandaba y hacía más profunda la rivalidad con Murillo, su contemporáneo, al suponerse a Valdés un temperamento iracundo y soberbio opuesto al pacífico carácter de su rival.

## Biografía
Hijo de Fernando de Nisa, o Niza, natural según la partida matrimonial de Torres Nuevas en Portugal, cuyo oficio se desconoce, y de Antonia Valdés, sevillana, hija de Bartolomé Díaz e Inés Leal, fue bautizado el 4 de mayo de 1622 en la parroquia de San Esteban de Sevilla. Se ignoran las circunstancias de su formación y el momento en que se trasladó con su familia a Córdoba, pero es posible que lo hiciese tras completar el aprendizaje del oficio, lo que en opinión de Alfonso E. Pérez Sánchez podría haber tenido lugar en el taller de Francisco de Herrera el Viejo, y completarse ya en Córdoba en el de Antonio del Castillo, cuya influencia se advierte en sus obras tempranas.

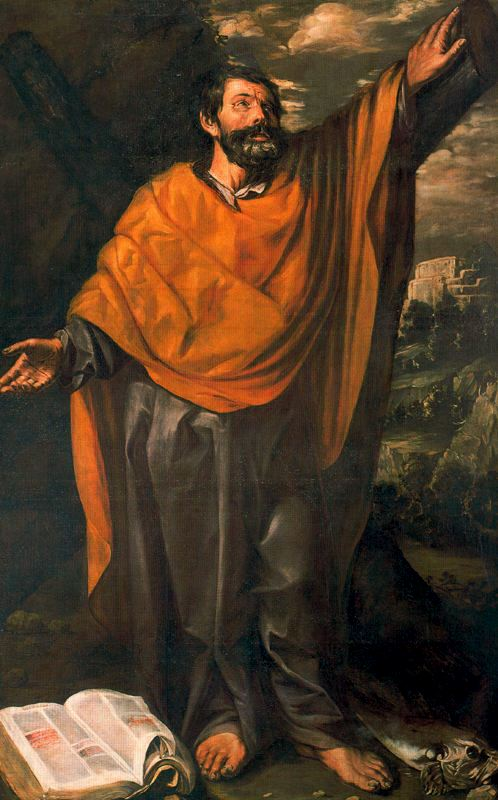
San Andrés, 1647, óleo sobre lienzo, 281 x 172 cm, Córdoba, Iglesia de San Francisco.

### Primera estancia en Córdoba (1647-1649)
No se tienen noticias documentales del pintor, posteriores a la partida de bautismo, hasta abril de 1647 cuando cerca de cumplir los 25 años se publicaron las amonestaciones matrimoniales en la iglesia de San Vicente de Sevilla. El 14 de julio, dispensado de las últimas amonestaciones, contrajo matrimonio en Córdoba con Isabel Martínez de Morales. Según Palomino, que la llama «Doña Isabel de Carrasquilla» y la dice de familia muy ilustre, también ella fue pintora al óleo. El padre de la novia, Pedro Morales de la Cruz, maestro cuchillero con tienda abierta figuraba inscrito como hijodalgo en el padrón de nobles. El matrimonio se instaló en la calle de la Feria, en la casa con taller que Valdés tenía arrendada desde mayo, cerca de la casa de sus suegros. También en 1647 se documenta el primer contrato de obra, firmado el 7 de junio con Fernando de Torquemada por la ejecución de doce pinturas sobre cobre, cuyos asuntos no se especificaban. Ese mismo año, además, firmó y fechó con precisión el monumental San Andrés de la iglesia de San Francisco de Córdoba, cuadro que Palomino llamó célebre, con la figura del santo de tamaño mayor que el natural «y a los pies un libro, como caído a el descuido, y descompuesto con un desaliño muy caprichoso». El solemne naturalismo de su figura, sumario dibujo y reducida gama cromática, características en las que se advierte la influencia de Herrera el Viejo, se manifiestan también en otra obra temprana: el Arrepentimiento de san Pedro, de la que se conocen al menos tres versiones, la mejor de ellas en la iglesia de San Pedro, en la que contrajo matrimonio, que es la única de las versiones en la que el apóstol aparece de cuerpo entero, y de tres cuartos la conservada en la Real Academia de Bellas Artes de San Fernando.

### Pinturas para las franciscanas de Santa Clara de Carmona

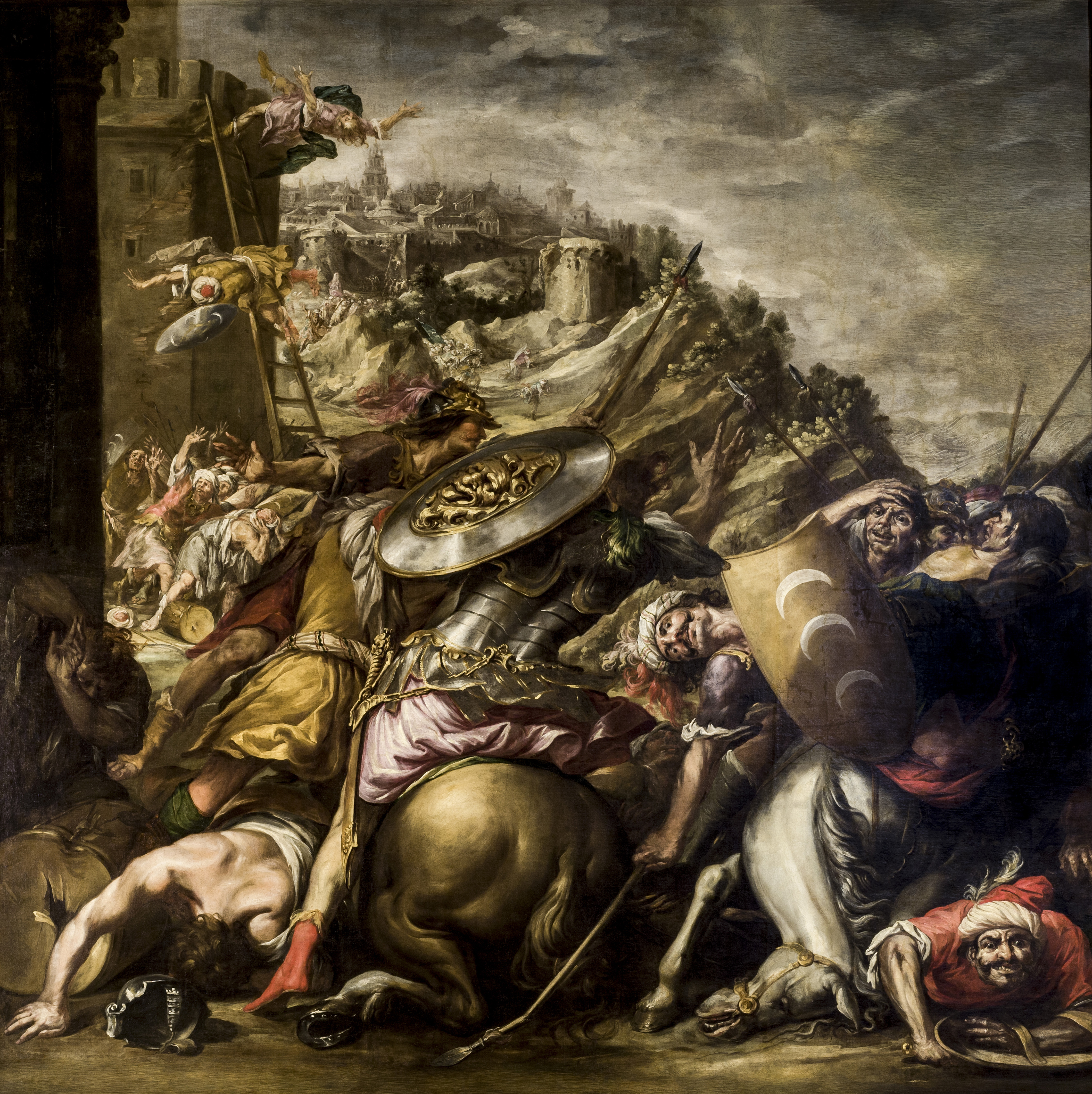
La retirada de los sarracenos (Moros derrotados huyendo del convento), óleo sobre lienzo, 330 x 325 cm (recortado por arriba), Ayuntamiento de Sevilla.

En 1649, año de la peste, abandonó Córdoba y no reaparecerá documentalmente hasta un año después, cuando en diciembre de 1650 arriende unas casas en la calle de las Boticas de Sevilla, en la parroquia de Omnium Sanctorum. En la misma collación residían su madre y su padrastro, Pedro de Silva, al que la documentación llama alquimista y en ocasiones platero, del que en mayo de 1651 salió fiador para el arriendo de su propia casa. No se conoce, no obstante, ningún contrato de pintura que justifique el traslado a Sevilla ni hay obras firmadas en estos años y hasta 1653, cuando se fecha la Muerte de santa Clara de la serie de la vida de la santa pintada para el convento de las clarisas de Carmona, con las que había firmado el concierto correspondiente el 1 de diciembre de 1652.
La serie, actualmente repartida entre la colección March de Palma de Mallorca y el Ayuntamiento de Sevilla, se conservó en su lugar hasta 1910, cuando fue adquirida por Jorge Bonsor que procedió a su restauración y regularizó su tamaño, recortando algunos fragmentos con ángeles volanderos actualmente perdidos. Originalmente, según la descripción que proporciona José Gestoso, constaba de cuatro grandes lienzos pintados para decorar los muros del presbiterio, los dos mayores con remates apuntados para adaptarse a la forma de arco ojival del muro. En el lado de la Epístola, en alto, los motivos representados eran, en la parte superior, La toma de hábito de la santa o El obispo de Asís entregando la palma a santa Clara, y la Profesión de religiosa, separados ambos asuntos por una ventana fingida, un pedestal y la figura de un angelote, y debajo, en formato apaisado, El milagro de santa Inés, la hermana de santa Clara, cuyo cuerpo adquirió tal peso cuando quisieron impedir que entrase religiosa, que fue imposible moverla del sitio. En el lado del Evangelio, en alto, el motivo único era La santa deteniendo a los turcos, lienzo que fue dividido tras la intervención de Bonsor en dos cuadros, los ahora conservados en el Ayuntamiento de Sevilla, en los que se encuentran representados la Procesión de santa Clara con la Sagrada Forma y La retirada de los sarracenos, originalmente separados por una ventana abierta en el muro y un lienzo perdido con dos sarracenos huyendo. Por fin, en el mismo muro, debajo, La muerte de santa Clara, con la aparición de Jesús y la Virgen acompañados de un coro de vírgenes, lienzo firmado en letras romanas «JOANNES BALDES // FASI-EBAT-1653».
Inspirado el relato iconográfico en La leyenda dorada de Santiago de la Vorágine, la sobriedad y equilibrio con que se componen las escenas monásticas —aunque alteradas la composición general y los puntos de vista por los recortes mencionados— muestran todavía cierta dependencia de los modelos de Herrera el Viejo. En La muerte de santa Clara, además, como ya advirtiera Gestoso, repite la composición que del mismo asunto pintó Murillo en 1645 para el convento de San Francisco de Sevilla (Dresde, Gemäldegalerie), aunque los rostros de las vírgenes de Valdés Leal sean mucho más vulgares y el efecto del conjunto más artificiosamente sobrenatural, al hacerlas caminar sobre nubes. Pero en el Asalto de los sarracenos al convento de San Damiano en Asís o La retirada de los sarracenos, el fragmento más singular de la serie, en el que lleva a primer plano violentamente iluminados una masa informe de cuerpos de caballos y sarracenos mortalmente heridos, muestra ya todo el vigor y tensión barrocos de su estilo maduro.

### Segunda estancia en Córdoba (1654-1656)

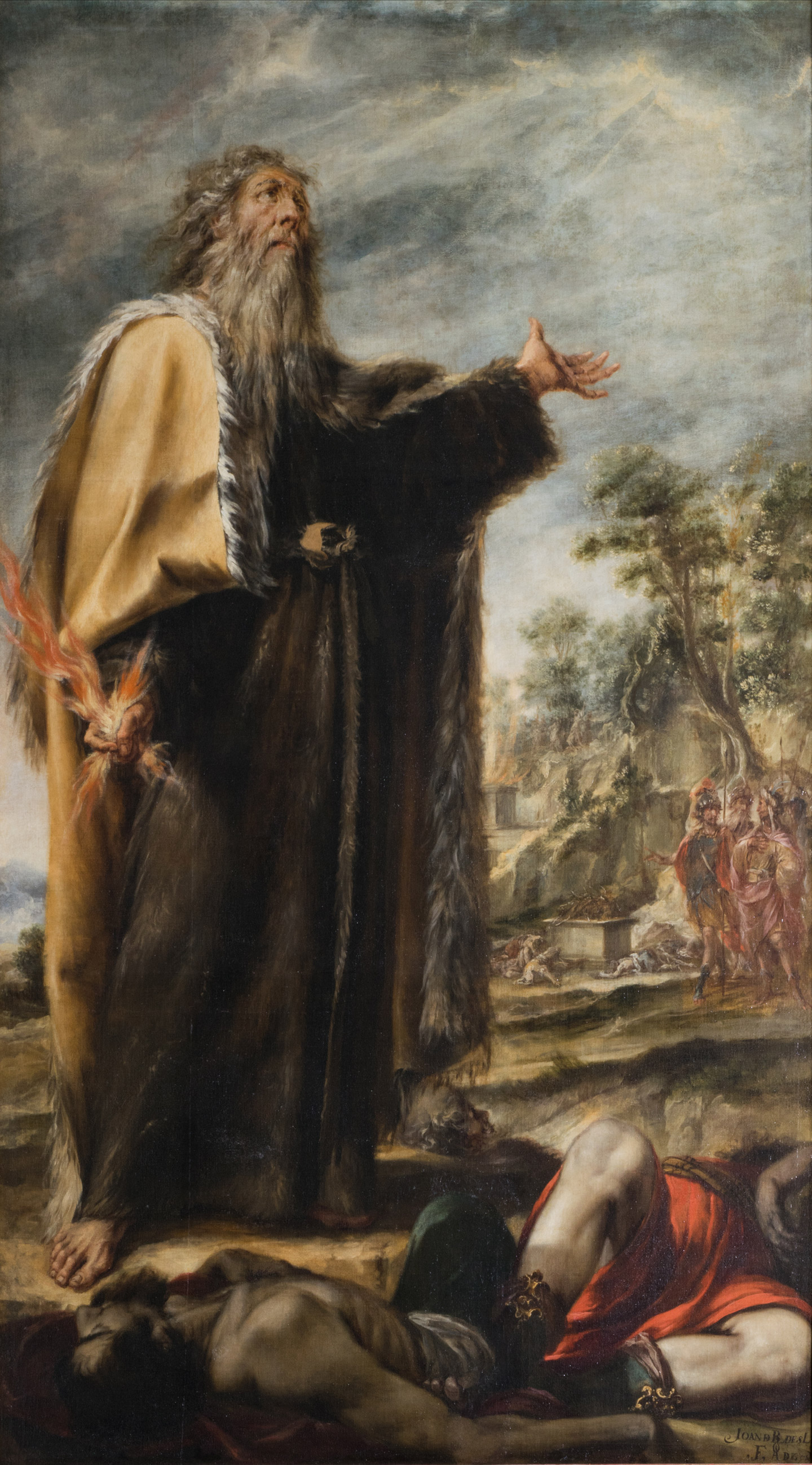
Elías y los profetas de Baal, del retablo mayor de la iglesia de Nuestra Señora del Carmen de Córdoba. 1658.

En 1654 se le encuentra de nuevo censado en Córdoba, donde el 26 de diciembre bautizó con el nombre de Luisa Rafaela a su primera hija, a la que educó en la pintura y el grabado. A este momento pertenece posiblemente una de las obras más conocidas de su producción, la llamada Virgen de los plateros (Museo de Bellas Artes de Córdoba), con la Inmaculada entre san Eloy y san Antonio de Padua y un rico acompañamiento de ángeles, que por haber estado expuesta a la intemperie durante más de dos siglos, en la calle de la Platería donde la citaba Palomino, ha sufrido numerosas restauraciones y perdido parte del color y los rasgos característicos de los rostros de Valdés. Estos se conservan mejor en una obra cercana que originalmente estuvo firmada en 1654, la Inmaculada Concepción con san Felipe y Santiago el Mayor del Museo del Louvre, cuyos rostros fuertemente individualizados recuerdan todavía modelos de Herrera combinados con los de Castillo en el dinamismo de los angelotes de la parte superior. Un retrato de busto largo sobre fondo neutro de un caballero joven de aspecto severo, con bigote y barba, conservado en colección particular madrileña, destacable por ser uno de los escasos retratos pintados por Valdés Leal de los que hay noticia, se ha identificado con el citado por Palomino como pintado en Córdoba, donde con algunas otras obras hechas para particulares, afirmaba, pintó el retrato del hermano de Juan de Alfaro, el doctor Enrique Vaca de Alfaro, cuando era todavía licenciado, «con tal viveza, que parece el mismo natural».
En febrero de 1655 contrató con Pedro Gómez de Cárdenas, comendador del Tesoro de la Orden de Calatrava, caballero Veinticuatro perpetuo de la ciudad de Córdoba y patrono de la iglesia del Carmen Calzado, la pintura de los cuadros de su retablo mayor, que se comprometía a entregar en el plazo de un año

bien acabados, de buenos y firmes colores, a toda satisfacción de hombres peritos en el arte (...) según modelo y dibujo que tengo hecho.

Conservados en la propia iglesia para la que fueron pintados, aunque su disposición actual no sea la que tenían originalmente dentro del retablo, consta el encargo de doce cuadros de muy diverso formato y ambición, dos de ellos —Elías y los profetas de Baal y Elías y con el Ángel— firmados y fechados en 1658, cuando el artista residía ya en Sevilla. Se encuentran aquí algunas de las obras más conseguidas del pintor. El lienzo central de gran tamaño y rematado en medio punto con San Elías arrebatado al cielo aprovecha muy barrocamente el motivo del carro de fuego, envolviendo en llamaradas tanto el carro como los escorzados caballos que lo arrastran entre nubes sobre un amplio paisaje de luces contrastadas. Interesantes son también los dos pequeños lienzos con las cabezas cortadas de san Juan Bautista y san Pablo, un motivo del que no es Valdés el inventor y que responde a una extendida devoción, pero que ha contribuido notablemente a extender la fama de pintor macabro y a atribuirle, sin mayor fundamento, otros numerosos lienzos de igual motivo pero de muy inferior calidad. Los citados lienzos de Elías y los profetas de Baal y Elías y el Ángel, manifiestan en su estilo más avanzado el conocimiento de la obra de Francisco de Herrera el Mozo en la catedral de Sevilla. Pero son los dos lienzos del banco con parejas de santas de medio cuerpo los que han merecido mayores elogios, ensalzados ya por Palomino por la belleza y verdad de sus estudios, que «parecen de Velázquez».

### Sevilla: pinturas para el Monasterio de San Jerónimo

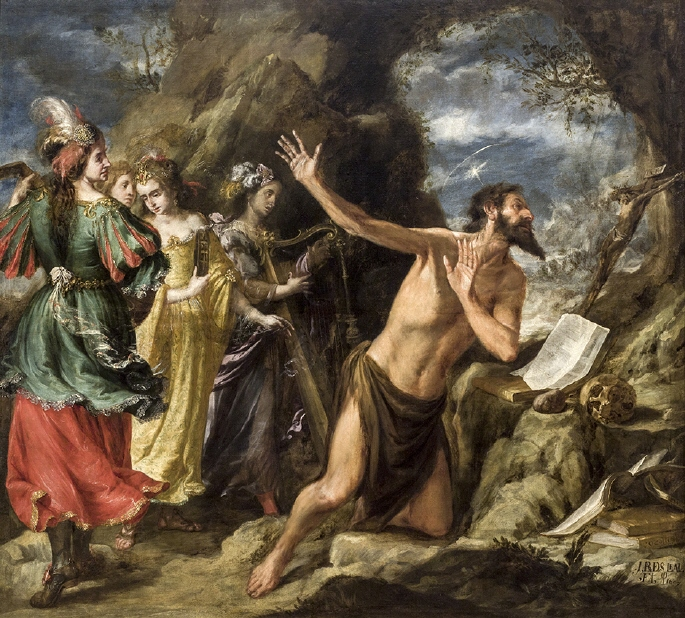
Las Tentaciones de san Jerónimo, 1657. Óleo sobre lienzo, 224 x 247 cm. Firmado y fechado: "J. BDS LeAL / Fa Ao 1657". Museo de Bellas Artes de Sevilla.

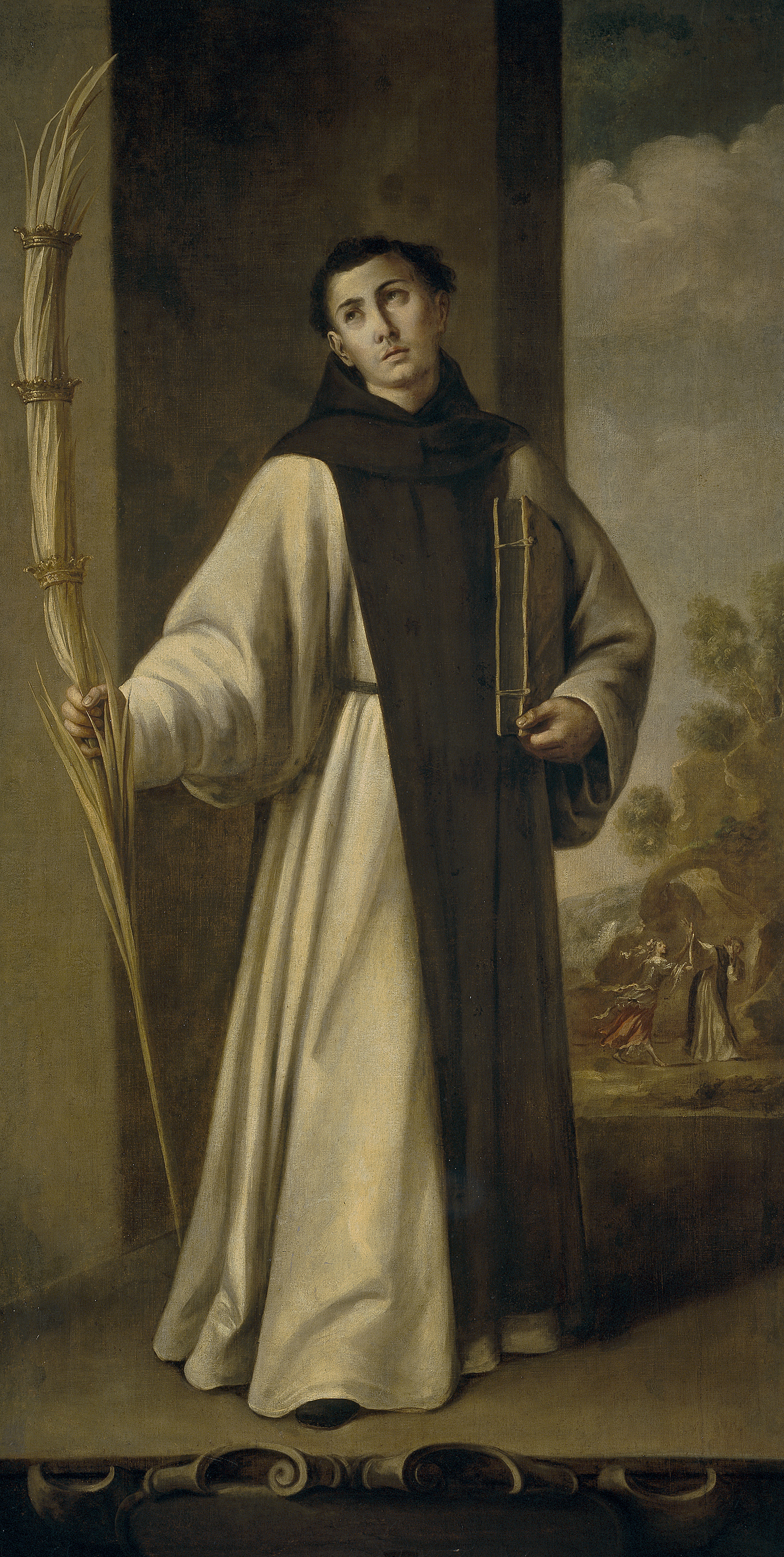
Mártir de la Orden de San Jerónimo, posiblemente fray Diego de Jerez, conocido por haber resistido las tentaciones. Óleo sobre lienzo, 249 x 130 cm, Madrid, Museo del Prado.

El amplio conjunto de obras pintadas para el Monasterio de San Jerónimo de Buenavista, firmadas dos de ellas en 1657, justifica el inmediato traslado de la familia a Sevilla donde el 15 de julio de 1656 arrendó una casa en la collación de San Martín, junto a la Alameda de Hércules, actuando como su fiador el arquitecto Francisco de Ribas. Aquí nació su segunda hija, Eugenia María, bautizada el 13 de septiembre de 1657 en la parroquia de San Martín.
Destinadas originalmente a la sacristía de la iglesia, las pinturas de Valdés Leal para el Monasterio de San Jerónimo de Buenavista, en su tiempo extramuros de la ciudad, se agrupaban en dos ciclos: una serie de cuatro lienzos dedicada a la vida de san Jerónimo y otra, formada por doce lienzos de formato vertical, con los retratos en pie de santos y frailes de la orden. Incautados por las tropas del mariscal Soult y depositados en el Alcázar, en 1812 fueron devueltos al monasterio aunque se ignora si volvieron todos. Tras la exclaustración de los frailes decretada en 1835 sus obras de arte se dispersaron y las pinturas de Valdés Leal, vendidas en parte por los responsables de la custodia del edificio, se encuentran actualmente repartidas entre diversos museos y colecciones privadas.
Elogiados por Ceán Bermúdez, que los pone entre lo mejor que pintó, los cuadros de la serie de la vida de san Jerónimo —El bautizo, Las tentaciones y La flagelación de san Jerónimo por los ángeles, conservados en el Museo de Bellas Artes de Sevilla, firmados y fechados los dos primeros en 1657, y San Jerónimo disputando con los doctores, Dortmund, colección Walter Cremer— presentan notables diferencias y desigual acabado, valorándose especialmente en ellos la riqueza de color y la franqueza y fogosidad de la pincelada, aciertos compatibles con algunas incorrecciones en el dibujo y cierta torpeza en la creación del espacio muy notable en el lienzo del bautizo del santo a los diecinueve años. Ya Aureliano de Beruete advirtió en la brillantez de los colores con que están pintados y el tratamiento de la luz la influencia del Triunfo del Santísimo Sacramento de Francisco de Herrera el Mozo, pintado dos años antes para la catedral hispalense, que habría potenciado los impulsos barrocos de Valdés Leal y su predilección por los motivos dinámicos, con los que acabará de distanciarse de las reposadas y tenebristas composiciones que de los mismos asuntos había compuesto Zurbarán veinte años atrás para la sacristía del Monasterio de Guadalupe.
Distinta por la propia naturaleza de sus asuntos es la serie de los santos y otras figuras venerables de la orden jerónima, quizá incompleta y dispersa entre el Museo del Prado (San Jerónimo y un Mártir de la Orden de San Jerónimo, quizá fray Diego de Jerez), el Museo de Tessé de Le Mans (Santa Paula), el Bowes Museum, Barnard Castle (Santa Eustoquio), la Gemäldegalerie Alte Meister de Dresde (Fray Vasco de Portugal), el museo de pintura y escultura de Grenoble (Fray Alonso de Ocaña) y el de Bellas Artes de Sevilla (Fray Fernando de Pecha, Fray Fernando Yáñez, El venerable fray Pedro de Cabañuelas, Fray Alonso Fernández Pecha, Fray Juan de Ledesma y Fray Hernando de Talavera, obispo de Granada y confesor de Isabel la Católica). Prescindiendo de los efectismos y colores brillantes de la serie de la vida de san Jerónimo, obligado por la severidad de los hábitos monásticos, armoniza valiéndose de las medias tintas las figuras solemnes de los monjes con los fondos de paisaje en los que con pincelada muy ligera evoca algún pasaje de la vida del retratado.

### Años centrales de su producción: el oficio de pintor
Firmados y fechados también en 1657 se han conservado el retrato del mercedario fray Alonso de Sotomayor, que llegaría a ser obispo de Barcelona, retratado en el interior de la iglesia del convento de la Merced de Sevilla (colección particular), y Los desposorios de la Virgen de la capilla de San José de la Catedral de Sevilla, donde parece seguir una composición manierista con las consabidas figuras cortadas en primer término, alegre color y factura deshecha. Sin aparente necesidad, no faltándole el trabajo, en enero de 1658 se dirigió al cabildo municipal para que se le eximiese de la realización del obligado examen como maestro pintor, alegando que hacía muchos años que practicaba el oficio «en todo lo a el tocante», pero que «por la estrecheça de los tiempos», no había podido examinarse aún. No tardó el cabildo en concederle la licencia solicitada, por la que se le autorizaba a ejercer libremente su oficio por espacio de seis meses, y antes de cumplirse los dos años el municipio lo nombró examinador del gremio de pintores. No es descartable que la urgencia para contar con la preceptiva licencia, eximiéndose del examen, respondiese a su deseo de abrir taller para contratar obras de mayor envergadura y entrar en el negocio de los retablos, a lo que podía aspirar por su amistad con escultores y retablistas como Pedro Roldán, de cuya hija Isabel fue padrino de bautizo el 22 de abril de ese mismo año, el citado Pedro de Ribas, con el que contrató en noviembre de 1659 el retablo de la iglesia de San Benito de Calatrava, y Bernardo Simón de Pineda, de quien años más tarde salió fiador en la contratación de los retablos de Nuestra Señora del Pópolo y del Hospital de la Misericordia.

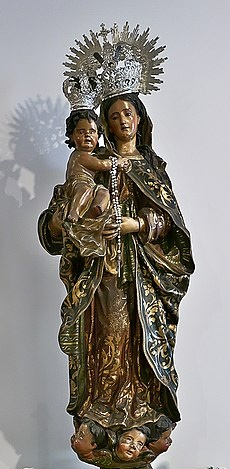
Virgen del Rosario (1680). Sevilla, Hospital de la Caridad, Enfermería. (La policromía no es la original de Valdés Leal, recuperada tras la toma de la fotografía)

Los trabajos de dorado y estofado que contrató con frecuencia, titulándose indistintamente maestro del arte de pintor o maestro de dorado y estofado son, por otra parte, los mejor documentados. En este orden se consignan a su nombre las labores de dorado del retablo de San Isidoro, 1664, y de la mitad de la reja de la capilla de las Angustias de la catedral, 1665; de la reja de la capilla de la Concepción grande y de la antesacristía catedralicias, 1666; del retablo mayor del convento de San Antonio, 1667; del retablo mayor del hospital de la Caridad, obra en lo arquitectónico de Bernardo Simón de Pineda y de Pedro Roldán en lo escultórico, 1673; del retablo de la capilla de la Piedad o de los Vizcaínos en el convento de San Francisco, ahora en la iglesia del Sagrario, también de Pedro Roldán y con Pineda como fiador, 1674; y del retablo mayor del convento de San Clemente, 1680, entre otras. Más circunstancial parece haber sido su labor como escultor, título que también utilizó en la firma de algún documento público, aunque Palomino lo dijera «escultor excelente». En este campo de actividad solo se le conocen dos tallas, ambas dedicadas a la Virgen del Rosario, labradas para dos hermandades de las que fue integrante: la hermandad sacramental de la capilla del Rosario de la parroquia de San Andrés, para la que labró una imagen de la Virgen sedente con el Niño sobre una peana de querubines, y la de la Caridad, de la que en 1680 recibió un pago a cuenta de la «echura de Nuestra Señora que haze para la enfermería».
De la organización del taller en el que sin duda hubo de apoyarse para abordar estos trabajos apenas se tienen datos. Ya en mayo de 1658, al poco de recibir la licencia municipal que le autorizaba a trabajar en todo lo tocante al oficio de pintor, tomó un aprendiz llamado Juan de Herrera, mozo de dieciocho años natural de Carmona a quien debía enseñar el oficio en el plazo de tres años. Antes de concluir ese plazo, en marzo de 1661 consta la recepción de un segundo aprendiz, Antonio Zamaniego, mayor de dieciséis años, al que siguió en 1663 Francisco Silvestre, huérfano de doce años que por medio de curador por ser menor de edad se obligaba a servirle siete años como aprendiz. Por el padrón de 1665 se conoce también el nombre de un oficial, Manuel de Toledo, de dieciocho años, residiendo con él. Contó además con la colaboración de sus hijos, Luisa, la primogénita, y Lucas, nacido en 1661. Elocuente en este sentido es el relato con tintes milagreros de la intervención de Luisa en el estofado de la escultura de Fernando III labrada por Pedro Roldán con motivo de las solemnes fiestas por su canonización:

Luisa Rafaela, hija de Juan de Valdés y de Dª Isabel de Carrasquilla, su legítima mujer, como estuviese enferma cuando vino a Sevilla la Bula de Beatificación de San Fernando, año 1671, y hubiesen encomendado a Juan de Valdés la disposición de altares, pinturas, estofados y obeliscos de la catedral, y hallándose Juan de Valdés agobiado por tanto trabajo, quedándose por estofar el Santo Rey, que había de ponerse al culto y veneración pública, hecho por Pedro Roldán, y como empeorase Luisa de Valdés, esta imploró al auxilio de San Fernando y tomando el pincel con gran fe cuando le subía la fiebre, quedó de súbito completamente curada.

También la esposa del pintor, Isabel de Morales o de Carrasquilla, podría haber participado en el negocio familiar conforme a lo afirmado por Palomino, como se desprendería del contrato firmado en 1667 por «Juan de Valdés, maestro pintor dorador y estofador, y Dª Isabel de Carrasquilla, su mujer, como principales obligados», por el que tomaban a su cargo el dorado y estofado del retablo mayor de la iglesia del convento de San Antonio de Padua, con la pintura de las paredes y bóveda del presbiterio y la hechura a su costa de una imagen de talla de la Concepción.

### Academia de dibujo

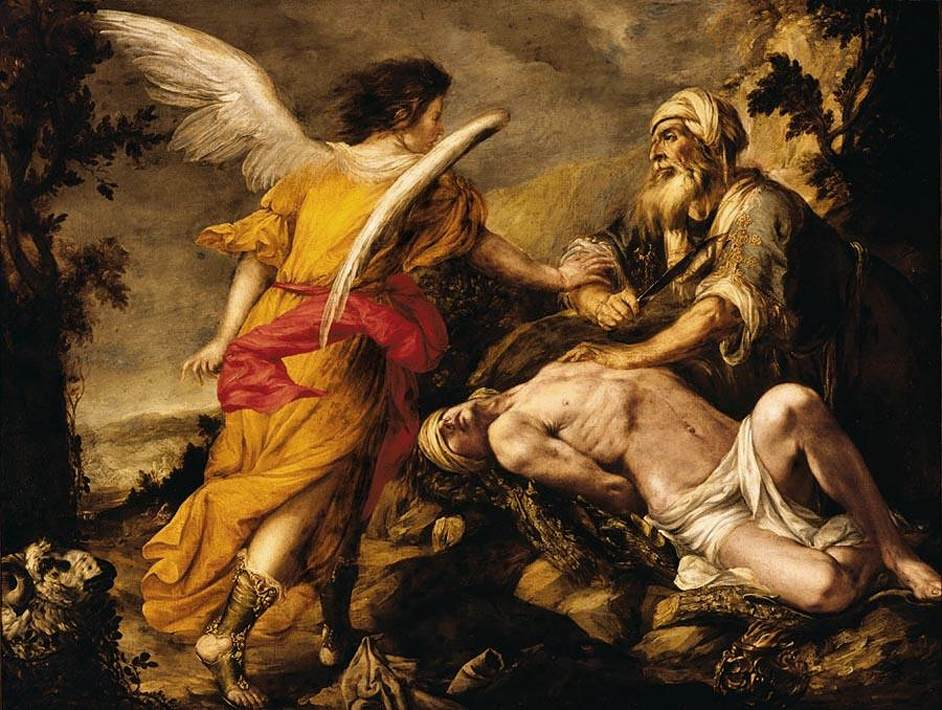
El sacrificio de Isaac, óleo sobre lienzo, 189 x 249 cm, colección particular. El desnudo en escorzo de Isaac revela el estudio del natural con modelo vivo, función principal de las academias de dibujo promovidas por los pintores.

Con el patrocinio de Luis Federigui, caballero de la Orden de Calatrava y alguacil mayor de Sevilla, Valdés contrató en noviembre de 1659 las pinturas de los retablos de la iglesia de San Benito de Calatrava, conservadas desde 1922 en la capilla de la Quinta Angustia de la iglesia de la Magdalena de Sevilla. Gracias a la descripción de Ceán Bermúdez es posible conocer la disposición original de sus once pinturas distribuidas entre el retablo mayor y los dos colaterales, compuestos cada uno de estos por un solo lienzo de mayor tamaño, con la Inmaculada Concepción y el Calvario. En el altar mayor, a los lados de una pintura actualmente desaparecida de la Virgen del Císter con san Benito y san Bernardo, se disponían en el primer cuerpo, San Juan Bautista, San Andrés, Santa Catalina y San Sebastián, con San Antonio Abad y San Antonio de Padua a los lados del arcángel San Miguel en el segundo cuerpo y un Padre Eterno no conservado en el ático. El conjunto estaba completo en octubre de 1660, fecha de la carta de pago. Siendo figuras desiguales, elegante la esbelta Inmaculada y menos felices las tres del segundo cuerpo, pueden destacarse los estudios anatómicos del San Sebastián y, en mayor medida, del Crucificado, visto en posición de tres cuartos. Un detallado estudio anatómico se encuentra también en el Sacrificio de Isaac de colección particular que hubo de pintar en estos años. La tensión dramática del relato bíblico encuentra cauce de expresión en la figura del joven Isaac, tendido de espaldas y en posición escorzada, revelando que en su dibujo partió de un modelo vivo.
Facilitar a los artistas la práctica del dibujo con modelo vivo para que se perfeccionasen en el estudio del natural es precisamente lo que perseguían las academias sostenidas por pintores y escultores, como la creada en la Casa Lonja de Sevilla en enero de 1660, con Francisco de Herrera el Mozo y Bartolomé Esteban Murillo como copresidentes y Valdés Leal como diputado, encargado de la tesorería. Su misión como diputado o alcalde de la pintura era la de recaudar los seis reales de vellón que los académicos fundadores se comprometían a pagar mensualmente para los gastos de aceite, carbón y modelo, que cobraba dos reales por cada noche, por sesiones de dos horas. La implicación de Valdés Leal en las actividades gremiales es grande en este momento. En febrero de 1661, año del nacimiento de su hijo Lucas, fue nombrado nuevamente examinador del gremio de pintores; ejercía al mismo tiempo el cargo de mayordomo de la Hermandad de San Lucas, cargo al que renunció en febrero de 1663 según consta en el acta de la reunión de la Academia celebrada el 11 de ese mes. El 25 de noviembre de 1663 fue elegido por cuatro años presidente de la Academia, cargo que venía ejerciendo Sebastián de Llanos y Valdés tras la marcha a Madrid de Herrera el Mozo y la renuncia de Murillo, según Palomino, por no tropezarse con lo altivo del natural de Valdés, que «en todo quería ser solo».
Durante su presidencia, cuenta Palomino, un «pintor tunante italiano» llegado a Sevilla asistió a algunas sesiones de la Academia en las que dibujó con mucha perfección varias figuras borrando con miga de pan en el papel que previamente había tiznado de carboncillo con los dedos. Tal habilidad disgustó a Valdés, que creyó que se burlaba de la Academia, y le impidió volver a ella, pero el italiano pintó «por tan extraño camino» un par de lienzos que expuso para su venta en día de fiesta. Irritado Valdés, le quiso matar, decía Palomino, «cosa, que le afearon todos mucho a Valdés, y especialmente Murillo; pues dijo, que la soberanía de Valdés era tanta que no admitía competencia. A tanto como esto llegaba la altivez de su genio». Pero, salvando lo novelado de la anécdota, estas acusaciones de soberbia y de altivez, y de dejarse arrastrar por un temperamento violento en oposición al carácter dulce de Murillo, amplificadas por Ceán Bermúdez y la literatura romántica, encuentran respuesta en los escasos documentos que permiten adentrarse en la personalidad del pintor, como el fechado en 1662 por el que devolvía a su suegro el olivar que había recibido con la dote de su esposa, diciendo que de bien nacidos es ser agradecidos y que él y su esposa lo estaban de su suegro, por los favores que de él habían recibido. Su relación con otros artistas y con quienes contrató obra fue siempre correcta. También en este sentido Palomino afirmaba que:

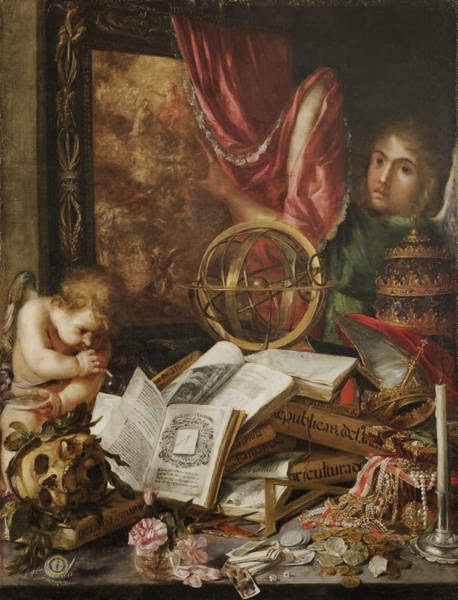
Alegoría de la vanidad, firmado «Jnº de baldes leal fa Aº 1660». Óleo sobre lienzo, 130 x 99 cm, Hartford, Wadsworth Atheneum.

era espléndido, y generoso en socorrer con sus documentos a cualquiera, que solicitaba su corrección, o le pedía algún dibujillo, o traza para alguna obra en todo linaje de artífices; a el paso que era altivo, y sacudido con los presuntuosos, y desvanecidos.

### Plenitud artística: 1660-1670
Los años en torno a la creación de la Academia fueron para Valdés de intenso trabajo. El mismo año de su fundación firmó la llamada Alegoría de la Vanidad del Wadsworth Atheneum de Hartford, cuyo mensaje trascendente completa la Alegoría de la salvación de la Galería de arte de la ciudad de York. Con el lenguaje típicamente barroco del género vanitas las pinturas invitan a reflexionar sobre la fugacidad de la vida, lo inexorable de la muerte y el Juicio Final, llamando a la práctica de la virtud y a resistir la tentación. Los consabidos símbolos de la fugacidad de la vida (putto haciendo pompas de jabón conforme al tópico latino «homo bulla», vela apagada, reloj y rosas marchitas), del poder (tiara, mitra, corona real y cetro), de la riqueza, el ocio o el placer (joyas, dados, cartas de una baraja y un retrato femenino en miniatura), se completan con una calavera coronada de laurel, un ángel que dirigiéndose al espectador descorre una cortina para dejar ver tras ella una pintura del Juicio Final, inspirada en el bien conocido de Martin de Vos del Museo de Bellas Artes de Sevilla, y un conjunto desordenado de libros en cada uno de los lienzos, entre los que se reconocen, en la Alegoría de la vanidad, los Diálogos de la pintura de Vicente Carducho, abiertos por el emblema de la tabla rasa y Le due regole della prospettiva de Jacopo Vignola, en la edición de Roma de 1611, con los comentarios de Ignacio Danti;  y en la Alegoría de la salvación, El devoto peregrino. Viaje de Tierra Santa de Antonio de Castillo, impreso en Madrid en 1654, abierto por la página que muestra el grabado de la iglesia del monte Calvario, junto con el Símbolo de la fe de fray Luis de Granada, el Triunfo de la Cruz de Savonarola, Flos Sanctorum de Alonso de Villegas, Estado de los bienaventurados en el cielo del padre Martín de Roa, el Arte de bien vivir de fray Antonio de Alvarado y el Destierro de ignorancia de Horacio Riminaldo en edición castellana, pequeño diccionario lleno de buenos consejos, lo que indica en conjunto un buen nivel de cultura libresca.
También firmadas y fechadas en 1660 están dos pequeñas tablas de procedencia desconocida que fueron adquiridas en 1980 por el Museo del Louvre. En ellas se representan Las bodas de Caná y La comida en casa de Simón, pintadas «alla prima» con pincelada ágil y nerviosa y, a pesar de sus reducidas dimensiones y rápida ejecución, con muy rica variedad de expresiones y actitudes en los asistentes a los festines, localizados en amplios espacios arquitectónicos, haciendo demostración de sus dotes narrativas.

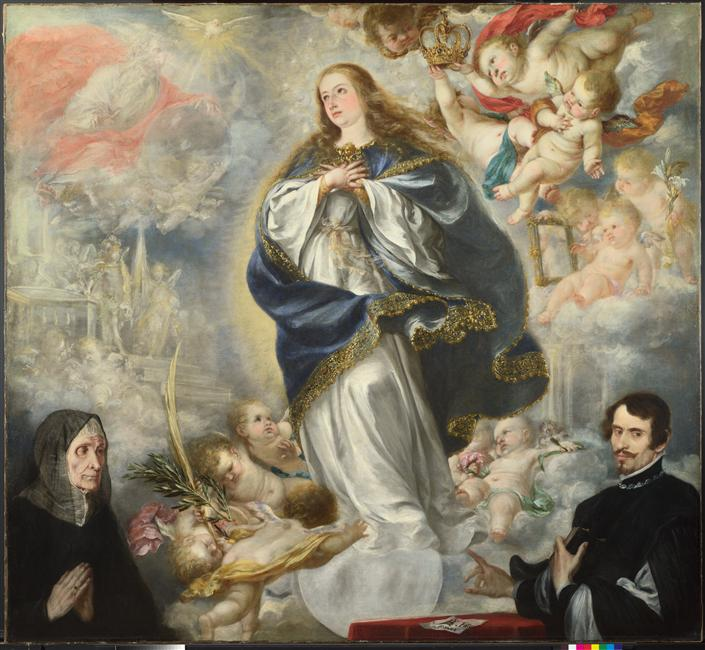
La Inmaculada Concepción con dos donantes, 1661, óleo sobre lienzo, 190 x 204 cm, Londres, National Gallery.

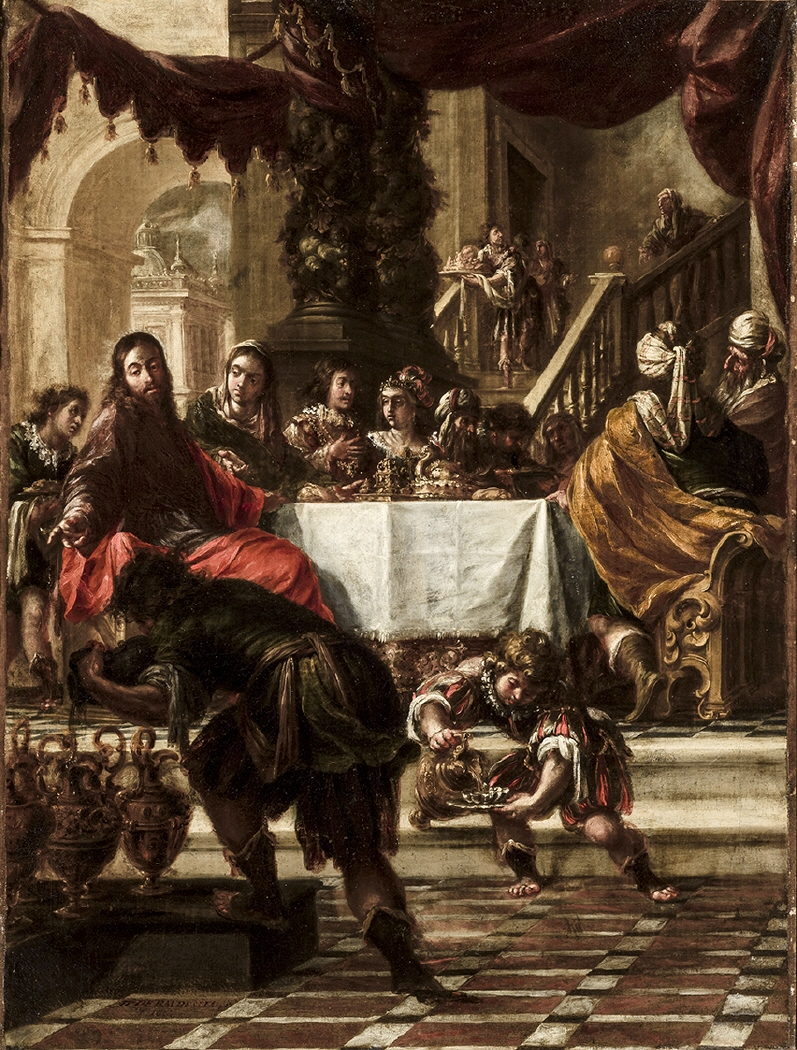
Las bodas de Caná, 1661. Óleo sobre lienzo, 107 x 80 cm. Firmado y fechado: «JU DE BALDES LEAL / FA 1661». Museo de Bellas Artes de Sevilla.

La Inmaculada Concepción con dos donantes de la National Gallery de Londres, firmada y fechada en 1661 en un papel algo arrugado que se encuentra sobre la mesa junto al donante, sería, en opinión de José Gestoso, «una de sus más hermosas obras», en la que sus dotes como retratista se demuestran en la convincente veracidad que manifiestan las fisonomías de la anciana con tocas de luto y del más joven clérigo que la acompaña, retratados de medio cuerpo en los ángulos inferiores del lienzo. También firmadas en 1661 están la Anunciación del museo de la Universidad de Míchigan, así como Cristo disputando con los doctores en el Templo y Las bodas de Caná, ambas adquiridas por el Ministerio de Cultura en 2013 para el Museo de Bellas Artes de Sevilla. Las tres están trabajadas con la pincelada suelta y factura libre que caracterizan la obra de Valdés a partir de estos años de madurez. En las dos escenas evangélicas, además, y a pesar de su reducido tamaño, introduce un elevado número de personajes en un complejo escenario arquitectónico cubierto de yeserías al modo sevillano, merced a la profundidad de su perspectiva.
El mismo año el cabildo de la catedral de Sevilla le encargó un lienzo de la Imposición de la casulla a san Ildefonso para remate del retablo de la capilla de San Francisco ocupado por el gran lienzo de la Apoteosis de san Francisco de Francisco de Herrera el Mozo. La composición, sobria y eficaz, centra la atención en las grandes figuras de la Virgen y del prelado toledano en torno a una diagonal solo interrumpida por los pliegues y ricos bordados de la casulla. La existencia de una segunda versión del mismo asunto en la colección March de Palma de Mallorca, de las mismas medidas y fechada también en 1661, pero de muy distinta composición, con figuras más menudas y movidas y un tratamiento del color y de la luz más dramáticos, incorporando en los ángeles del primer plano los contraluces introducidos por Herrera en Sevilla, es buena prueba de la notable inventiva del pintor, capaz de desarrollar dos versiones muy distintas de un mismo tema en un corto espacio de tiempo, al comprobar, quizá, que la versión de Palma de Mallorca, probablemente la primera, al ser colocada en lo alto del retablo resultaba poco visible. Del mismo año 1661 son las distintas versiones del Camino del Calvario en las que, en torno a la figura de Cristo, introduce sutiles variaciones, firmada y fechada la de la Hispanic Society de Nueva York, de factura más libre y más concentrada en la figura de Jesús la del Museo del Prado, al prescindir del acompañamiento de soldados en la lejanía y sumir en tinieblas a las Marías y a san Juan, y casi abocetada la versión del Museo de Bellas Artes de Bilbao, de más amplio desarrollo espacial.
Ninguna de las pinturas conservadas se fecha en 1663, año en el que podría haber pintado La flagelación, Jesús condenado a muerte y La crucifixión para los nichos altos exteriores de la capilla del Sagrario de la catedral, que al estar expuestos a la intemperie se encontraban muy dañados ya 1693. También pudo ser en este momento —aunque la documentación carece de fecha—cuando se obligase a pintar un cuadro de «un convite de panes y peces» para el refectorio del colegio de San Laureano por solo el precio del lienzo y bastidor, en agradecimiento a los frailes mercedarios que a instancias suyas habían cedido a la cofradía de San Lucas del gremio de los pintores la capilla del Sagrario del colegio, para que en ella celebrasen sus fiestas y procesiones.

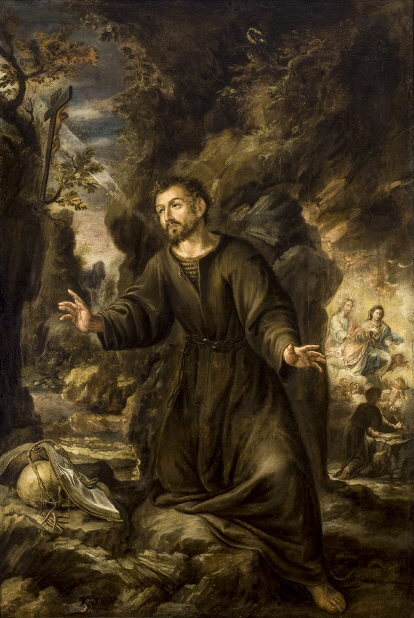
San Ignacio de Loyola haciendo penitencia en la cueva de Manresa, óleo sobre lienzo, 213 x 142 cm, Sevilla, Museo de Bellas Artes.

Palomino, informado por Claudio Coello, cuenta que hacia 1664 Valdés viajó a Madrid para conocer las pinturas de los palacios reales y del Monasterio de El Escorial, «que admiró mucho», y aunque durante su estancia en la corte no pintó nada acudió con regularidad a la academia, donde «dibujaba dos, o tres figuras cada noche [...] galantería, que muchos la han ejecutado por bizarrear». Aunque no se haya podido confirmar por otras fuentes, ese viaje ayuda a explicar algunas afinidades con Francisco Rizi, maestro por entonces de Coello, y el conocimiento de la obra de los fresquistas italianos Colonna y Mitelli que se pone de manifiesto en el audaz trampantojo de la Apoteosis de la Cruz pintado por Valdés en la iglesia de los Venerables de Sevilla.
Según la «Carta Annua» que los jesuitas sevillanos remitieron a Roma en 1665, en este año se completó y pudo ser colgada en el patio de la Casa Profesa la serie de pinturas de la vida de san Ignacio en la que, por encargo de los religiosos, había trabajado desde 1660. Nueve de ellos se guardan en el Museo de Bellas Artes de Sevilla desde su fundación en 1820 y uno más —San Ignacio convirtiendo a un pecador— en el convento de Santa Isabel. Aunque Valdés Leal debió de servirse de alguna biografía del santo ilustrada, como la Vita P. Ignatii Loyola, publicada en 1590 con estampas de Hieronymus Wierix, o la del padre Ribadeneyra, ilustrada por Theodoor Galle y Adriaen Collaert en la impresión amberina de 1610, fue capaz de recrear sus historias de forma personal tanto en los tipos humanos como en los ambientes arquitectónicos y paisajísticos.
Son, con todo, muy escasas las noticias documentales de interés artístico para estos años en los que nacieron sus hijos Lucas (1661), María de la Concepción (1664), que profesaría como monja cisterciense en el monasterio de San Clemente el Real, donde cultivó también la pintura, y Antonia Alfonsa (1667), y en los que, como se ha citado, no dudó en contratar obra menor de dorado y policromado para completar los ingresos familiares, pero todo indica que fueron años de intensa actividad, en los que también pudo pintar otras obras importantes, como el San Lorenzo de la catedral de Sevilla, la Asunción de la Virgen de la National Gallery of Art (Washington D. C.), Cristo servido por los ángeles del Museo Goya de Castres y alguna versión de la Inmaculada. Además, en 1667 se obligó junto con su esposa a dorar el retablo del convento de San Antonio de Padua y a pintar bóveda y muros, y en 1668 contrató el dorado del retablo del Hospital de la Misericordia, obra de Bernardo Simón de Pineda, y la hechura de cuatro grabados de la custodia modificada de Juan de Arfe por encargo del cabildo. De un espectacular barroquismo merced al elevado número de ángeles en actitudes diversas y de hacia 1670-1672 son la Inmaculada Concepción y la Asunción de la Virgen que ocuparon los altares colaterales del convento de San Agustín de Sevilla, trasladadas con motivo de la desamortización de Mendizábal al Museo de Bellas Artes. En ellas, según Gestoso, elevó «su fantasía a un grado de exuberante inspiración, que fatiga la vista».

### Fiestas en Sevilla por la canonización de Fernando III el Santo

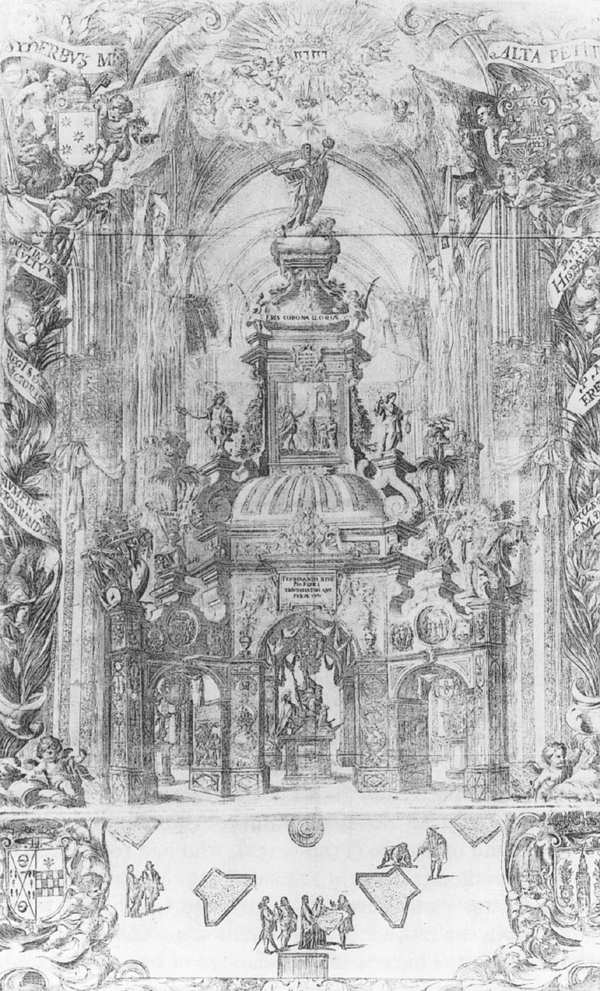
Triunfo alzado en el crucero de la catedral de Sevilla con motivo de las fiestas por la canonización de Fernando III el Santo. Aguafuerte de Valdés Leal incorporado a la obra de Fernando de la Torre Farfán Fiestas de la Santa Iglesia de Sevilla al nuevo culto del Señor Rey San Fernando, Sevilla, 1671.

El 3 de marzo de 1671 llegó a Sevilla la noticia de la canonización de Fernando III el Santo, acogida con regocijo aunque por hallarse en la Cuaresma las fiestas se aplazaron hasta el mes de mayo. De ellas dejó una extensa relación Fernando de la Torre Farfán en el libro que tituló Fiestas de la Santa Iglesia de Sevilla al nuevo culto del Señor Rey San Fernando el Tercero de Castilla y de León, impreso en Sevilla, en casa de la viuda de Nicolás Rodríguez el mismo año 1671, según dice la portada, aunque alguna de las estampas va fechada en 1672. Obra culminante de la imprenta sevillana, el libro se ilustró con grabados de Matías de Arteaga, que abrió la lámina de anteportada con la efigie del rey santo a partir de un dibujo de Bartolomé Esteban Murillo y varias de las estampas interiores con los dibujos arquitectónicos de la catedral engalanada, Francisco de Herrera el Mozo, autor del retrato jeroglífico de Carlos II, el propio Valdés Leal, responsable de las estampas que representan la ornamentación de la puerta grande y la grandiosa máquina del triunfo, y sus hijos, Luisa Morales, de diecisiete años, y Lucas Valdés, de apenas once, que se iban a encargar de reproducir al aguafuerte algunos de los numerosos emblemas que lo decoraban.
En la imaginación y realización de las arquitecturas efímeras y su ornamentación con destino a los actos festivos el papel de Valdés Leal no fue meramente el de pintor. Ya Torre Farfán advertía a propósito del triunfo alzado en la nave mayor de la Catedral, que «todas estas Obras, sus Disposiciones, y Arquitecturas, se fiaron del cuydado de Iuan de Valdés, y Bernardo Simón de Pineda, Grandes Artífices Naturales desta Ciudad; Cuya Fábrica será su mejor Trompa», y así lo reconocía el cabildo en un acta de la sesión celebrada el 3 de junio, muy satisfechos los canónigos con los resultados, 

considerando quan excelentemente salió executada la idea del Triumpho y el adorno interior de la puerta grande y el summo trabajo y desvelo con que en tan breve tiempo perfeccionaron la máquina deste cuerpo Juan de Valdés y Bernardo Simón sus architectos.

Para Antonio Palomino, que tenía a Valdés por «grandísimo dibujante, perspectivo, arquitecto y escultor excelente», estas dotes se habían puesto de manifiesto en sus trabajos para «aquella celebérrima función tan plausible de la canonización del santo Rey Don Fernando» en la que manifestó «nuestro Valdés los grandes caudales de su talento, acudiendo con sus trazas, modelos, y dirección de arquitectura, ornatos, historias, y jeroglíficos, a tan estupendas máquinas, y tanto número de oficiales, como concurrieron a el desempeño de tanto asunto».

### Pinturas para la Hermandad de la Caridad
La Hermandad de la Santa Caridad de Sevilla, establecida hacia 1578 en la capilla de San Jorge de las Reales Atarazanas, se renovó con el ingreso de Miguel Mañara, elegido hermano mayor en diciembre de 1663. Mañara impulsó la finalización de las obras de la nueva iglesia, en la que se trabajaba desde 1647, promovió la creación de un hospital para enfermos desvalidos y redactó una nueva regla, aprobada en 1675. Fue con toda probabilidad el propio Mañara quien formuló el programa decorativo del nuevo templo, en todo conforme con su pensamiento religioso tal como quedó expuesto en su Libro de la Verdad, y quien eligió a los artistas encargados de llevarlo a cabo. Completando el discurso iconográfico, para el que ya Murillo había pintado seis lienzos con las obras de misericordia, se encargaron a Valdés Leal las dos pinturas que debían figurar en el sotocoro, al ingreso de la iglesia: In ictu oculi y Finis gloriae mundi que, como en las pinturas del género vanitas, aluden a la banalidad de la vida terrena y a la universalidad de la muerte, pero enlazando aquí con el objeto original de la Hermandad, que era dar sepultura a los ajusticiados e indigentes, y con la séptima de las obras de misericordia: el Entierro de Cristo de Pedro Roldán, representado en el retablo del altar mayor, obra de Bernardo Simón de Pineda. A tenor de un asiento en el libro de actas de la Hermandad del 28 de diciembre de 1672, los Jeroglíficos de nuestras postrimerías, como eran llamados, debieron de pintarse en ese año y al pintor le fueron abonados 5.740 reales.
La Muerte, que se presenta con el féretro bajo el brazo y la guadaña hollando la esfera celeste, y que apaga en menos de lo que dura un parpadeo —In ictu oculi— la llama de la vela apenas consumida, hace fútiles y sin sentido todas las aspiraciones mundanas: nada valen ante ella el poder, la riqueza y la gloria adquirida por las armas o las letras, representadas en el báculo, la tiara, el cetro y la corona imperial, los terciopelos, las púrpuras y las armaduras, abandonados con descuido y en desorden junto a algunos libros que hablan de la erudición, de la ciencia y de la fama que puede proporcionar la historia, entre los que destaca un rico infolio abierto por un grabado de Theodor van Thulden sobre dibujo de Rubens de uno de los arcos triunfales con que fue recibido en Amberes el cardenal-infante don Fernando de Austria tras la batalla de Nördlingen, aparecido con la obra de Johannes Gervatius, Pompa introitus honori serinissimi principis Ferdinandi Austriaci hispaniarum infantis, Amberes, 1641, interesante por ser una de las obras que pudo utilizar Valdés en sus propios diseños para las fiestas por la canonización de Fernando III. Con él se reconoce algún otro volumen por las inscripciones de sus lomos: el primero, en el que únicamente figura el nombre de Plinio, pudiera tratarse de la Naturalis historia; Suárez es probablemente un ejemplar de los Comentarios a Tomás de Aquino de Francisco Suárez; Castro in Isaia Propheta son sin duda los comentarios a Isaías del dominico León de Castro y, por fin, Historia de [Car]los Vº 1. pte ha de ser la primera parte de la Historia de la vida y hechos del emperador Carlos V de fray Prudencio de Sandoval.

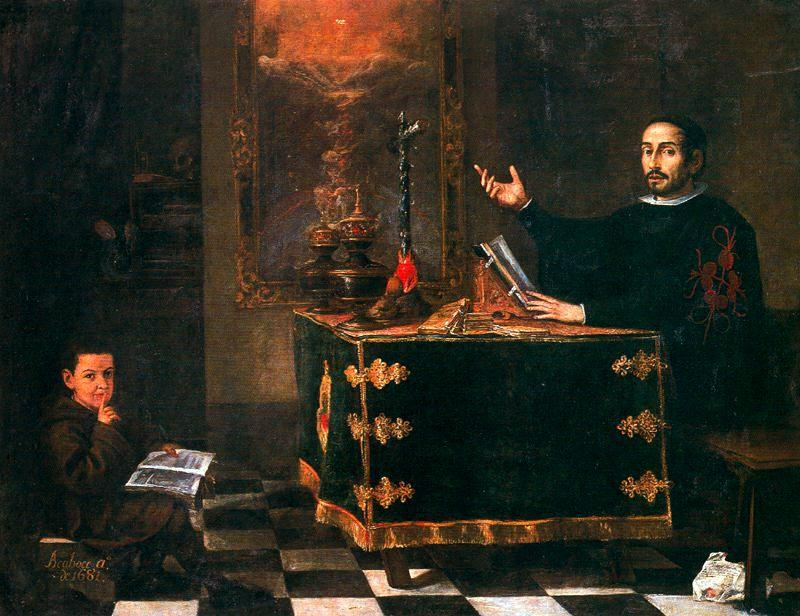
Don Miguel de Mañara leyendo la Regla de la Santa Caridad, óleo sobre lienzo, 196 x 225 cm, Sevilla, Hospital de la Caridad, Salón de Cabildos. Valdés introduce al espectador en el lienzo mediante un recurso típicamente barroco, el del niño que reclama silencio mirando hacia fuera del cuadro.

Pero si las glorias del mundo —Finis gloriae mundi— acaban con los cadáveres en descomposición de la parte inferior del segundo de los lienzos, el de un obispo y el de un caballero calatravo como lo era Mañara, la muerte es también el paso necesario hacia el juicio del alma, representado en la parte superior por una mano llagada que sostiene una balanza con las inscripciones «NI MAS», «NI MENOS». En el platillo de la izquierda, los pecados capitales representados por animales simbólicos (pavo real, soberbia; murciélago posado sobre un corazón, envidia; perro, ira; cerdo, gula; cabra, avaricia; mono, lujuria; perezoso, acidia) proclaman que no se necesita más para caer en pecado mortal, ni se necesita menos para salir de él que la práctica de la oración y la penitencia, representadas por las disciplinas, rosarios y libros de devoción del platillo derecho. Enlazando con el discurso iconográfico desarrollado en la nave del templo, en la serie de cuadros de Murillo, ese «menos» que se espera del hermano de la Santa Caridad es la práctica de las obras de misericordia implicándose personalmente, «con entrañas de padre», cargando sobre sus espaldas al pobre desvalido hasta el hospital si fuese preciso.
La vinculación de Valdés Leal con la Hermandad, en la que había ingresado en agosto de 1667, llegó hasta la última década de la vida del pintor, en la que trabajó en las pinturas murales al óleo y al temple del presbiterio, con un rico repertorio de elementos decorativos vegetales enmarcando las figuras de ocho ángeles pasionarios en la media naranja y los evangelistas en las pechinas, trabajos en los que pudo ser ayudado por su hijo Lucas, además de pintar un par de retratos póstumos de Mañara (Hospital de la Caridad, 1681, y Museo Diocesano de Málaga, 1683) y el lienzo de la Exaltación de la Santa Cruz para el coro de la iglesia (1684-1685), el de mayores dimensiones (4,20 x 9,90 m) y, por el número de sus figuras, de más compleja composición que pintara nunca Valdés. El motivo, elegido por celebrar la Hermandad su fiesta el día de la Exaltación de la Cruz, representa el momento en que el emperador Heraclio se vio impedido de entrar triunfalmente en Jerusalén con la Vera Cruz, que había arrebatado al persa Cosroes II, y un ángel le comunicó que no podría hacerlo si no se despojaba del boato imperial y entraba a lomos de un modesto burro, lo que en términos de la Hermandad se podía entender como una invitación a despojarse de las riquezas, que cierran el paso al reino de los cielos, para atender a los pobres y necesitados.

### 1672, inciso en Córdoba
En 1672, el mismo año en que pudo pintar los jeroglíficos de nuestras postrimerías, viajó a Córdoba, según el testimonio de Antonio Palomino, que daba sus primeros pasos en pintura, y podría corroborar un lienzo de gran tamaño de la Visión de san Francisco en la Porciúncula pintado para el retablo mayor de la iglesia del convento de los Capuchinos de Cabra. De inusual iconografía, probablemente sugerida por los patronos del templo, a las figuras de Jesús, la Virgen, san Francisco y el ángel portador de la bula, propias del asunto, se añaden las del arcángel san Gabriel, san Antonio de Padua y el patriarca san José con multitud de angelotes. Firmado con anagrama y fechado en dicho año, se trata de un lienzo que el pintor hubo de estudiar detenidamente, como manifiesta el cuidadoso dibujo previo conservado en el Museo de Artes Decorativas de París.
Palomino, que siendo un muchacho de apenas diecisiete años se había visto beneficiado con algunos documentos regalados por Valdés para su estudio, aseguraba que en Córdoba Valdés pintó un «juego de lienzos de diferentes vírgenes para el Jurado Tomás del Castillo» en los que él le había visto trabajar en alguna ocasión, 

y de ordinario era en pie, porque gustaba de retirarse de cuando en cuando, y volver prontamente a dar algunos golpes, y vuelta a retirarse; y de esta suerte era de ordinario su modo de pintar, con aquella inquietud, y viveza de su natural genio.

### Serie de la vida de san Ambrosio

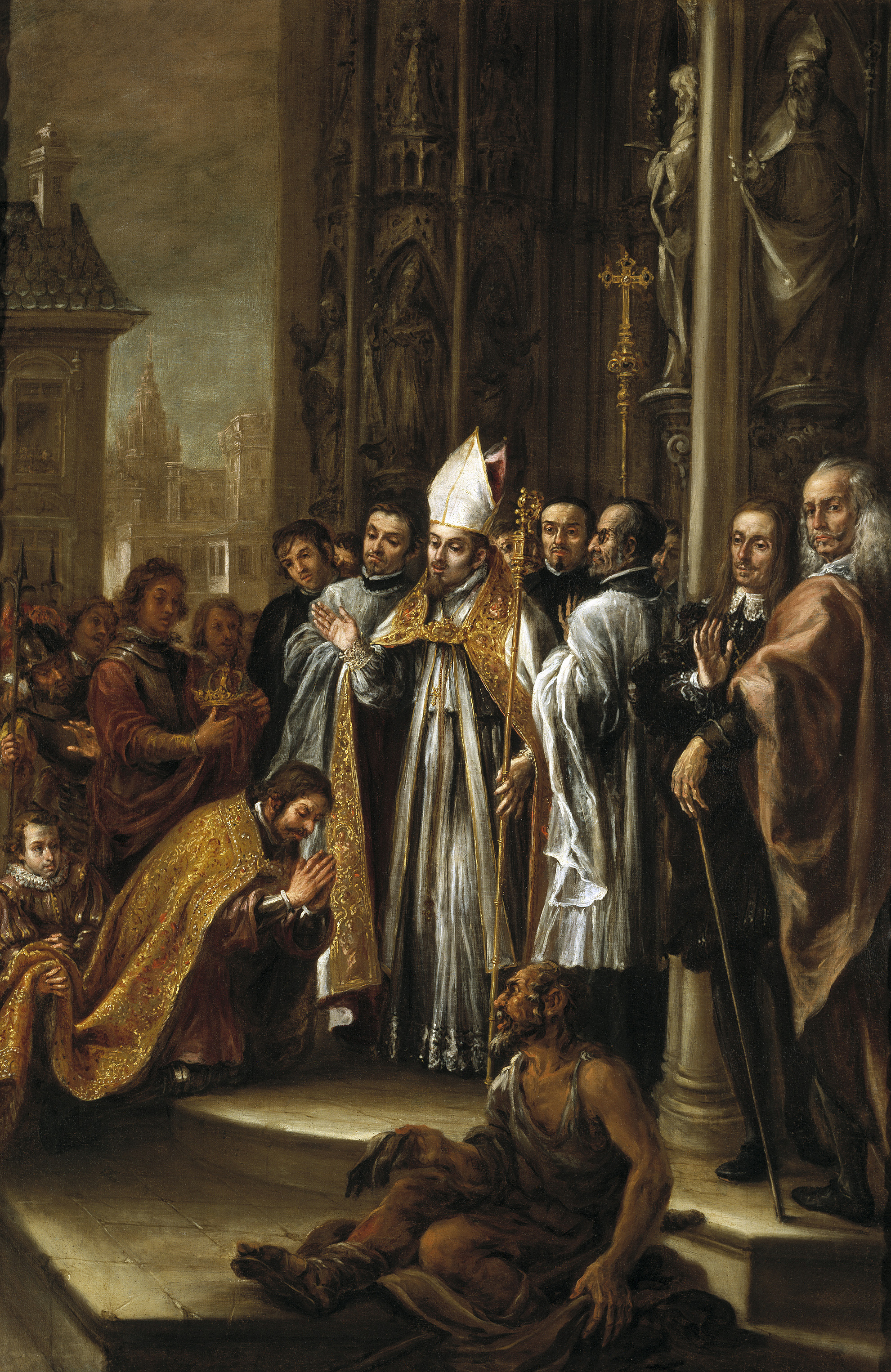
San Ambrosio absolviendo al emperador Teodosio, óleo sobre lienzo, 166 x 110 cm, Madrid, Museo del Prado. Como en otros cuadros de la serie, en las facciones de san Ambrosio se aprecia un retrato del arzobispo Spinola, con Justino de Neve aquí retratado en el canónigo que aparece a su espalda.

Por encargo del arzobispo Ambrosio Ignacio Spínola y Guzmán pintó en 1673 una serie de cuadros de la vida de san Ambrosio para el oratorio privado que el prelado se había hecho construir en el «cuarto bajo» del Palacio Arzobispal de Sevilla. Con otras muchas obras de arte fueron sustraídos durante la Guerra de la Independencia, cuando el mariscal Soult convirtió el palacio en almacén de las obras expoliadas, y se dieron por perdidos al no comparecer en 1852 en la venta de las obras que habían pertenecido al mariscal. Sin embargo, en 1960, y al parecer procedentes de los herederos de Soult, reaparecieron cinco en el comercio de Nueva York, rápidamente reconocidos por el hispanista Martín S. Soria como pertenecientes a la serie pintada por Valdés, que fueron adquiridos por The Saint Louis Art Museum (Conversión y bautismo de san Agustín) y una colección privada suiza. Otros dos aparecieron en 1981 en París procedentes de la colección del duque de Soult y de Dalmacia: La última comunión de san Ambrosio, comprado un año más tarde por The Fine Arts Museums of San Francisco, y El milagro de las abejas que adquirió en 1990 la Junta de Andalucía para el Museo de Bellas Artes de Sevilla. Finalmente en 2002 el Museo del Prado compró los cuatro de colección privada suiza: El nombramiento de san Ambrosio como gobernador, La consagración de san Ambrosio como arzobispo, San Ambrosio negando al emperador Teodosio la entrada en el templo y San Ambrosio absolviendo al emperador Teodosio.
Es Ceán Bermúdez, que pudo manejar documentos ahora desaparecidos, quien trae la noticia del encargo hecho a Valdés junto con una Virgen con el Niño de cuerpo entero encargada a Murillo (Liverpool, Walker Art Gallery), por la que se le pagaron 1000 ducados:

D. Ambrosio Spinola, arzobispo de Sevilla, le encargó en 73 que pintase la vida de S. Ambrosio para el oratorio baxo de su palacio, lo que executó al óleo en varios quadros pequeños y medianos, por lo que mandó pagarle 10.000 ducados, incluso el dorado y estofado del oratorio.

Sin más datos de la composición original, es imposible saber si los siete cuadros ahora conocidos reúnen la totalidad de los que en su día formaron una serie en la que Valdés Leal volvió a dar buena muestra de su capacidad narrativa. Atendiendo al estilo, sin embargo, hay notables diferencias entre los cuadros mayores de la serie —los cinco aparecidos en Nueva York—, cuidadosamente acabados en sus figuras principales y fondos arquitectónicos, y los dos menores, cronológicamente el primero y el último de la vida del santo (El milagro de la abejas y la Última comunión) de entonación oscura y técnica abreviada.

### Últimos años: ciclos decorativos del monasterio de san Clemente y de la iglesia de los Venerables
De hacia 1673 o 1674 es, probablemente, el apoteósico San Fernando de la catedral de Jaén, de aparatoso aliento barroco; pero también, por los años de su canonización (1671) y de la extensión de su devoción en Sevilla, algunas emotivas representaciones de Santa Rosa de Lima de formato pequeño, como destinadas a la devoción privada, y de sensibilidad murillesca. Para 1674 y 1675 los únicos datos documentales disponibles se refieren al encargo del dorado y policromado del retablo mayor de la iglesia del hospital de la Caridad. Debieron de ser, no obstante, años de intensa actividad, en los que la participación de Lucas y de otros miembros del taller se hace más notoria, como se ha apuntado de La aparición de Cristo a san Pedro en prisión y la Liberación de san Pedro, de la catedral de Sevilla. A este momento parece corresponder, aunque no se ha podido documentar, una nueva serie de la vida de san Ignacio de Loyola para la iglesia de San Pedro de Lima, de formato apaisado y muy distinta de la que años atrás había pintado para la Casa Profesa de Sevilla, más dinámica en su renovada composición. Por una carta de pago dada el 8 de mayo de 1676 a Juan José de la Bárcena, hijo del capitán Juan de la Bárcena, se tienen noticias de otro importante encargo acabado en estos años: el de siete lienzos grandes y tres sobrepuertas con sus marcos dorados de la vida de san Juan, contratados por el capitán Juan de la Bárcena, fallecido en el momento de completarse el pago, por la importante suma de 772 pesos de plata de a ocho reales en oro. Sin otras noticias del destino de la serie, probablemente perdida, únicamente se ha puesto en relación con ella una Danza de Salomé ahora conservada en el Museo de Bellas Artes de Asturias (donada en 2017 por el coleccionista Plácido Arango Arias).

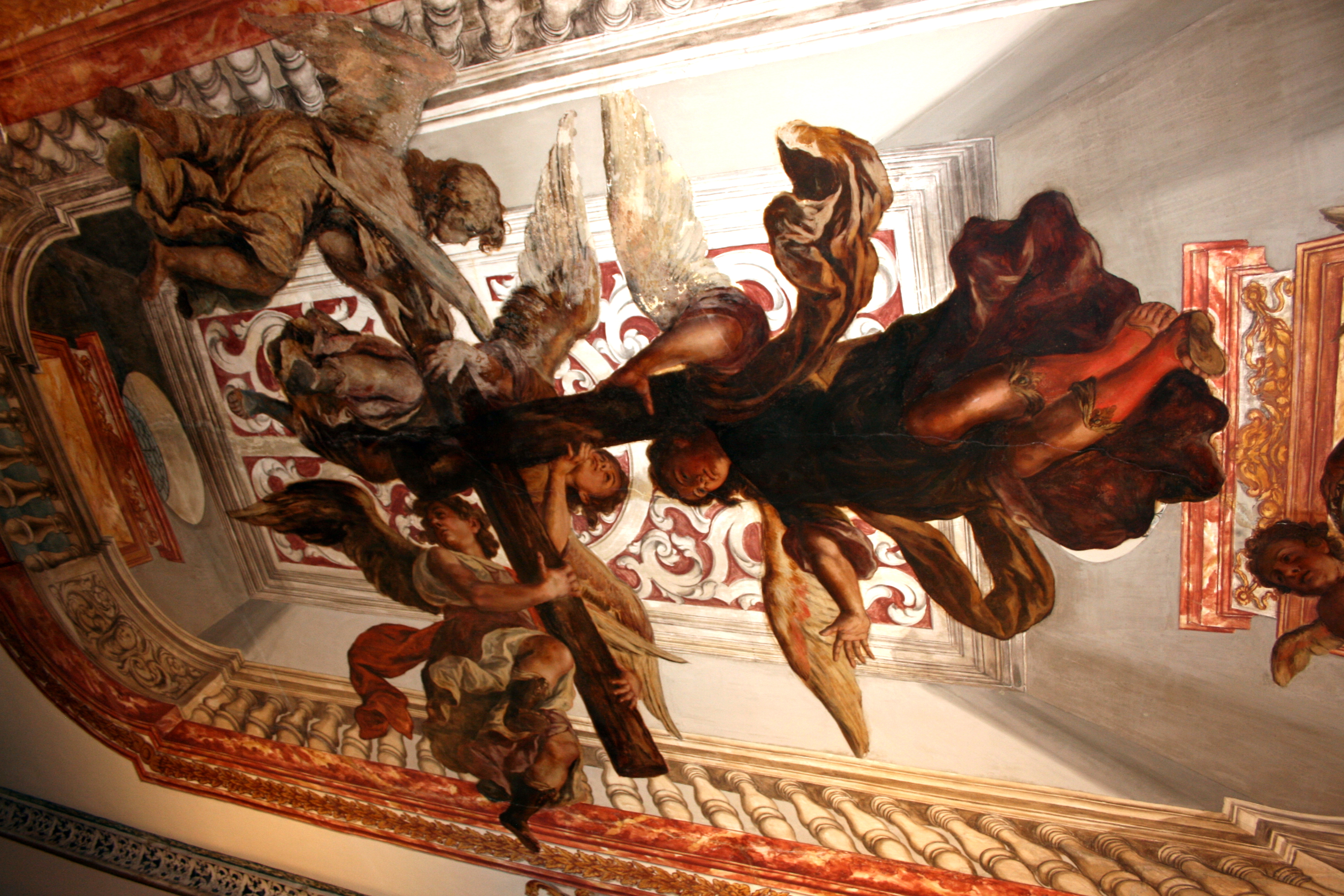
El triunfo de la Santa Cruz, Sevilla, Sacristía de la iglesia del Hospital de los Venerables.

Muy escasas son las noticias para los años inmediatamente posteriores, en los que vendió una esclava portuguesa mulata de 26 años, llamada Polonia, casada con un esclavo del jurado Gregorio Rodríguez y madre de una niña de dos meses, por 245 pesos de a ocho reales.
Mejor informados se está de los últimos años de vida del pintor, en los que se hizo cargo de importantes ciclos decorativos. Consta que en 1680 contrató con Fernando de Barahona la hechura del monumento de la parroquial de Santa María de Arcos de la Frontera, aunque no está claro qué parte correspondió en él a Valdés, y en diciembre dio carta de pago por los trabajos de pintura y dorado del retablo mayor del Real Monasterio de San Clemente, en el que solo cuatro meses después ingresó como novicia su hija María de la Concepción. En mayo de 1682 contrató con las monjas la pintura de los muros y bóvedas de la iglesia, donde pintó al temple directamente sobre la pared por encima de la reja del coro una nueva versión de San Fernando entrando en Sevilla, con recuerdos de la que figuró en el Triunfo de su canonización, y dibujó en las pechinas y muros del presbiterio los cuatro evangelistas y diversas escenas de la vida de san Clemente, con San Benito y Santa Escolástica y la Lactación de san Bernardo por ser convento de monjas cistercienses. Pero la conclusión de estos trabajos, en los que estuvo ocupado en 1683, se demoró y la mala salud y otras ocupaciones —entre ellas la pintura del monumental lienzo de la Exaltación de la Cruz— limitaron su participación aquí a la ejecución del dibujo previo sobre el muro, obligado a dejar la aplicación del color y el acabado a su hijo Lucas, a quien traspasó la obra aún inacabada en octubre de 1689, diciéndose impedido y pobre.
Padre e hijo trabajaron de junio de 1686 a enero de 1688 en las pinturas murales del Hospital de los Venerables, promovido por Justino de Neve para acoger a los sacerdotes ancianos e impedidos de valerse por sí mismos. Al temple con retoques al óleo y conforme a un erudito programa iconográfico —sin duda proporcionado por Neve— destinado a exaltar el ejercicio del sacerdocio, cubrieron muros y bóvedas de la iglesia y de la sacristía con alegres colores y arquitecturas ilusorias. Particularmente eficaz y bien lograda es en este orden la que cubre el techo de la sacristía, con el Triunfo de la Santa Cruz portada por ángeles adolescentes en escorzo.

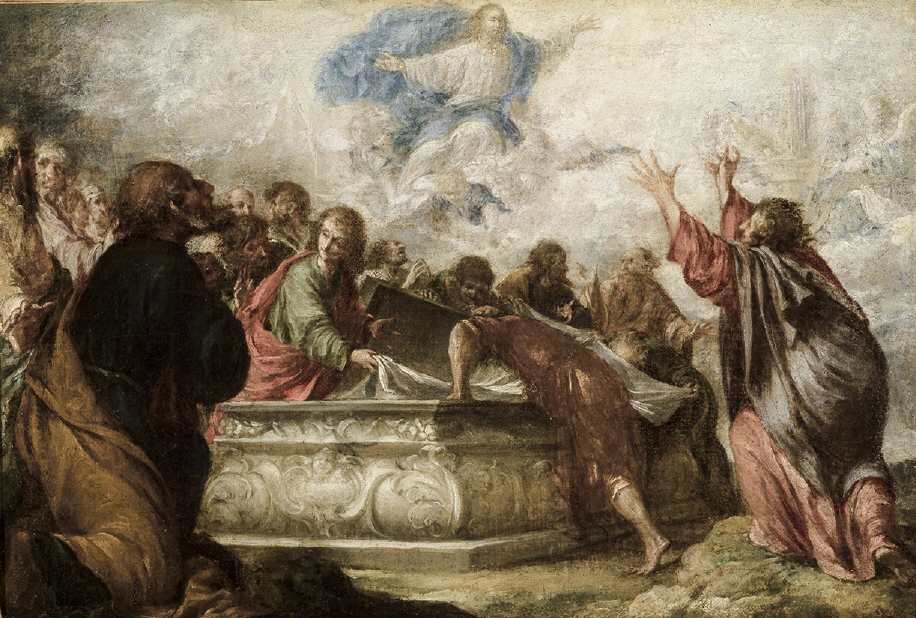
La asunción de la Virgen, óleo sobre lienzo, 36,5 x 54 cm, Sevilla, Museo de Bellas Artes.

Estas ocupaciones, que le obligaban a trabajar fuera del taller, pueden explicar el reducido número de obras de caballete fechadas en estos años finales de su carrera. Únicamente la Inmaculada que fue del Meadows Museum de Dallas, firmada y fechada en 1682, se data con precisión en estos años; vendida por el museo texano, la compró Plácido Arango y la donó al Prado. También firmada se conserva en el Museo de Arte de El Paso una pequeña tabla con Santo Tomás de Villanueva que, por razones estilísticas, puede fecharse en esta última década a la que también pueden corresponder Los desposorios místicos de santa Catalina y la Asunción de la Virgen del Museo de Bellas Artes de Sevilla. Hay constancia además del encargo de una serie de la vida de la Virgen formada por doce lienzos de los que seis estaban concluidos en el momento de otorgar carta de pago a la comitente, doña Ana de Brito, el 18 de diciembre de 1686.
El 9 de octubre de 1690, hallándose enfermo, otorgó poder para testar a favor de su esposa, Isabel Carrasquilla, con quien tenía comunicadas sus últimas voluntades. Pedía ser enterrado en la iglesia de san Andrés, de la que era feligrés, en la bóveda que en ella tenía la cofradía del Santísimo Sacramento, y dejaba por herederos universales a sus hijos legítimos, con las mandas acostumbradas. Fue enterrado el 15 de octubre, según sus disposiciones, y un mes más tarde su viuda dictó el testamento por el que consta que los religiosos del monasterio de San Agustín le debían 2000 reales de vellón por una pintura que había hecho para su retablo mayor, de la que no se tiene otra noticia. Debía 400 reales a los herederos de Manuel Delgado y «algunos» maravedíes a Felipe Martín por cuentas que con ellos tenía. Había dotado a sus hijas Luisa Rafaela y María de la Concepción con mil quinientos ducados al contraer matrimonio la primera e ingresar monja la segunda. Disfrutaba de las rentas de dos casas, aunque no fueran de su propiedad y quizá modestas. Entre los bienes que dejaba figuraban tan solo ocho pinturas, tres de devoción (Presentación de la Virgen en el Templo, Santa Rosa de Viterbo y Santa Rosa María), dos redondas, «de diferentes devociones» y tres paisajes. Con los pocos muebles y ropa de casa no se mencionaban libros ni útiles de pintura, que quizá hubiesen pasado a Lucas.

## Discípulos y seguidores
A la sombra de Murillo la influencia de Valdés —y el número de sus seguidores y discípulos— fue limitada. El más directo de sus discípulos fue de forma casi natural su propio hijo Lucas Valdés (1661-1725), colaborador en algunas de las obras del padre, buen grabador y proyectista de arquitecturas pero falto del ímpetu paterno. También discípulo parece haber sido Clemente de Torres (c. 1662-1732) activo en Cádiz. Su influencia, compatible con la recibida de Murillo, se advierte en Matías de Arteaga y Alfaro (1633-1703) aunque la formación al lado de Valdés que le atribuyó Ceán Bermúdez ha de ser descartada por razones cronológicas, pues alcanzó el título de maestro en 1656, el mismo año en que Valdés se instaló en Sevilla. Colaboradores en la academia y en los actos por la canonización de Fernando III, las amplias arquitecturas en perspectiva que caracterizan la pintura de Matías de Arteaga recuerdan otras semejantes de Valdés, como se advierte también en algunas de las obras de Juan José Carpio, de quien se conocen algunos trampantojos. También los mal conocidos Cristóbal de León e Ignacio de León Salcedo, este último asistente a la academia en 1666 y 1667, son citados por Ceán Bermúdez como discípulos de Valdés, sin que pueda decirse mucho más de ellos. 

## Pintor de los muertos

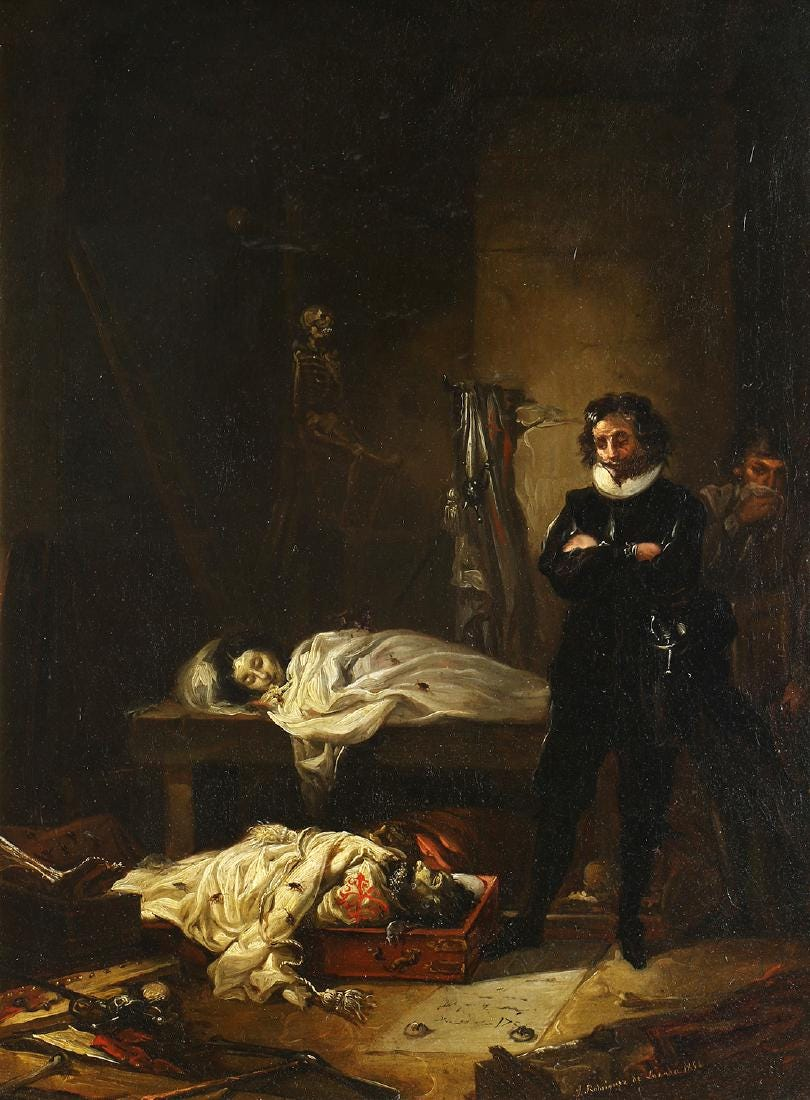
José María Rodríguez de Losada: Valdés Leal en el pudridero, 1894. Colección particular.

Antonio Palomino, que lo visitó en Córdoba en 1672 y recibió sus consejos, que tuvo en alta estima, le dedicó una biografía en términos generales elogiosa, calificándolo de «grandísimo dibujante, perspectivo, arquitecto, y escultor excelente (...) verdaderamente erudito y práctico en la facultad». Palomino prestaba atención a los «jeroglíficos del Tiempo, y de la Muerte» del Hospital de la Caridad, y al cadáver corrompido de uno de ellos, «que causa horror, y espanto el mirarlo; pues está tan natural, que muchos a el verle, inadvertidamente, o se retiran temerosos, o se tapan el olfato»; con todo, el cuadro «célebre» en esta iglesia era para Palomino el de la Exaltación de la Cruz, que no dudaba en calificar de «cosa maravillosa». Pero, cerca del fin de la centuria, para Ceán los cuadros de las Postrimerías eran ya «los dos mejores que pintó» en toda su carrera. A propósito de ellos y de la supuesta rivalidad que enfrentaba a Valdés con Murillo, rivalidad que este intentaba suavizar elogiando las obras de Valdés, se inventó probablemente la anécdota que atribuía a Murillo haber comentado en presencia de Valdés y ante sus cuadros del Hospital de la Caridad: «Compadre, esto es preciso verlo con las manos en las narices». Algo después el pintor historicista de raíces románticas José María Rodríguez de Losada retrató a Valdés impasible en el interior de una cripta observando los cadáveres en descomposición en tanto su compañero se tapaba ostentosamente las narices. Se configuró así el mito del «pintor de los muertos», macabro y pestífero al que se atribuía cualquier pintura en que apareciese un cadáver o una cabeza cortada de santo: hasta dieciséis de estas cabezas recogía como obras de Valdés José Gestoso en su estudio pionero de 1917, de las que actualmente solo las dos del Carmen Calzado de Córdoba se admiten como autógrafas. Por lo demás, y aunque Gestoso contribuyó con su biografía a humanizar la figura del pintor, se mostró en todo de acuerdo con ese calificativo de «pintor de los muertos» que se le asignaba pues:

no conocemos, entre los artistas españoles, ningún otro que más se complaciese en representar asuntos tétricos y horripilantes para poner de manifiesto ante sus contemporáneos las terribles victorias de la muerte, a la cual basta un ligero soplo para convertir la juventud, la belleza, el talento, la santidad, el heroísmo y cuantas cualidades, virtudes y grandezas sirven al hombre de poderoso estímulo en la vida, en inertes masas, en repugnantes despojos, en vil carroña, festín de gusanos y carcomas.

Sin embargo, del mismo modo que del catálogo actual de Valdés Leal han desaparecido la mayor parte de las cabezas cortadas que se le atribuyeron junto con algunos torpísimos pudrideros, el cuadro Mors Imperat (San Luis contemplando la muerte, Sarasota, Ringling Museum of Art), que Gestoso no dudaba en atribuir a Valdés Leal y en el que se apoyaba para sostener la inclinación del pintor, ya en su juventud, a la meditación sobre los temas del desengaño y el menosprecio del mundo con un fondo de amargura, se sabe ahora que es obra de Francisco Camilo, firmada y fechada en 1651.